# Allegro (мультимедийная библиотека)
Allegro — свободная кроссплатформенная мультимедийная библиотека. Она предоставляет инструменты для вывода базовой 2D-графики и текста, работы с изображениями, воспроизведения аудиофайлов (в том числе MIDI-музыки) и обработки пользовательского ввода. Она также предоставляет дополнительные функции для использования чисел с фиксированной и плавающей запятой, операций над матрицами, использования строк в формате Юникод, работы с файловой системой и 3D-графикой. Библиотека написана на языке программирования C и рассчитана на использование с языками C, C++. Также возможна связка с Pascal, Python, Lua, Scheme, D, Go и множеством других языков.
Allegro поддерживает платформы Windows, macOS, Unix-подобные системы, Android и iOS, абстрагируя их API в один переносимый интерфейс. Существует независимый порт Allegro на AmigaOS 4 и MorphOS.

## История
Allegro была создана Шоном Хэргривзом в начале 1990-х для Atari ST. Изначально название библиотеки расшифровывалось как Atari Low-Level Game Routines (низкоуровневые функции для игр Atari). Однако Шон решил прекратить разработку версии для Atari, когда понял, что эта платформа уже изжила свой век, и возобновил разработку для компиляторов Borland C++ и DJGPP в 1995 году. Поддержка Borland C++ была прекращена с версией 2.0, таким образом, DJGPP остался единственным поддерживаемым компилятором. Поскольку это был компилятор на DOS, все игры, использовавшие Allegro, запускались на DOS. Примерно в 1998 библиотека разделилась на несколько параллельных версий. Были созданы порты для Windows — WinAllegro и Unix — XwinAllegro. Различные версии были соединены вместе в ходе работы над Allegro 3.9, а Allegro 4.0 стала первой стабильной версией библиотеки, поддерживающей несколько платформ.

### Allegro 5
В настоящее время усилия разработчиков сконцентрированы на ветке Allegro 5 — полной переработке API и большей части внутреннего взаимодействия. Упор был сделан на логичность интерфейса и потокобезопасность. Теперь библиотека по умолчанию использует аппаратное ускорение с помощью OpenGL или DirectX, если возможно. Множество расширений для Allegro 4, которые раньше существовали как отдельные проекты, теперь включены в базовую сборку. Allegro 5 — событийно-ориентированная.

## Особенности
Allegro предоставляет следующие графические функции:
- Векторная графика:
  - отдельные пиксели, линии, прямоугольники, треугольники, круги, эллипсы, дуги, кривые Безье
  - заливка фигур
  - полигоны: плоский, по Гуро, текстурный (3D) и полупрозрачный
- Спрайты:
  - сжатые и с использованием маски
  - бит-блит[англ.], вращение, масштабирование, альфа-смешивание, затенение по Гуро
  - встроенная поддержка форматов BMP, LBM, PCX и TGA (другие форматы поддерживаются с помощью расширений)
- Цветовые палитры:
  - операции с палитрой (чтение, запись, преобразование)
  - преобразование цветов форматов RGB <-> HSV
- Текст:
  - поддержка различных кодировок и преобразований, по умолчанию используется UTF-8
  - растровые шрифты (маскирование, окраска, выравнивание)
- Разное:
  - рендеринг прямо на экран или в текстуру любого размера
  - аппаратный скроллинг и тройная буферизация (где возможно), режим разделенного экрана
  - функции анимации для FLI/FLC[англ.] форматов

## Расширения
Сообщество пользователей Allegro создало несколько расширений для библиотеки, к примеру, расширение, позволяющее прокручивать карту из тайлов, или проводящее импорт и экспорт из множества файловых форматов (PNG, GIF, JPEG изображения, MPEG видео, Ogg, MP3, S3M аудио, шрифты TTF и т. п.).